# Romina Carancini
Romina Carancini (Roma, 1º dicembre 1984) è una ballerina, showgirl e coreografa italiana.

## Biografia
Nel 2003 si diploma a pieni voti presso l'ITCS "Vincenzo Arangio Ruiz" di Roma; decide quindi di iscriversi alla facoltà di Psicologia della Comunicazione e Marketing presso l'Università “La Sapienza”.
Il suo primo passo in ambito sportivo è quello che la indirizza verso la ginnastica artistica, che pratica fino all'età di 12 anni.
Successivamente decide di accostarsi alla danza, entrando a far parte di un centro studi di Roma, dove apprende le basi della disciplina, che la portano a vincere il Festival/Concorso Internazionale “Scarpetta Crystal of Dance” nel 2002 ed a classificarsi prima nella categoria “Modern talent” al Grand Prix Praha nel 2003.

### Carriera
Dal settembre 2004 acquista notorietà in tv, ottenendo un banco come titolare di danza jazz nella quarta edizione di Amici di Maria de Filippi; arrivata al serale, giunge alla finale conquistando il 4º posto.
Da settembre 2005 è nel corpo di ballo di Buona Domenica, condotta da Maurizio Costanzo e nello stesso periodo vive la sua prima esperienza teatrale con Lungomare.
Nel 2006 fa parte dei corpi di ballo di 50 canzonissime, varietà condotto da Carlo Conti e Telethon, presentato da Milly Carlucci e Fabrizio Frizzi, esperienza quest'ultima che verrà ripetuta anche l'anno successivo.
Le sue doti artistiche le permettono di superare l'audizione con Luca Tommassini, con il quale collaborerà in diverse produzioni come "trofeo Birra Moretti", Viva Radio 2… minuti, condotto da Fiorello e Marco Baldini, Parenti talenti, il videoclip di Dip it, singolo del rapper statunitense Coolio, gli "MTV Europe Music Awards 2008", "X Factor (Italia)", oltre che in campagne pubblicitarie e spot televisivi.
Nel 2007, oltre a partecipare ricoprendo importanti ruoli di ballo a Buon Compleanno Estate, è nel cast fisso di Ciao Darwin, condotto da Paolo Bonolis e de La Corrida, condotta da Gerry Scotti, dove è riconfermata nel 2008.
Dopo l'esperienza di "Bellissima" con il Bagaglino, viene scelta per far parte del cast di Quelli che il calcio, condotto da Simona Ventura, nelle edizioni 2009/2010 e 2010/2011.
Nella primavera del 2010 fa parte del cast della puntata pilota di Attenti a quei due - La sfida, con Fabrizio Frizzi e Max Giusti.
Nel 2011 e nel 2012 viene scritturata per far parte dell'esilarante cast di Zelig, condotto da Claudio Bisio e Paola Cortellesi. Nell'autunno del 2011 fa parte di Io canto, baby talent condotto da Gerry Scotti.
Autunno 2012: nuova esperienza in uno degli show comici di punta nel panorama italiano. Romina entra a far parte del corpo di ballo di Colorado, condotto da Paolo Ruffini e Belén Rodríguez; l'esperienza viene ripetuta partecipando all'edizione estiva del programma.
Romina viene riconfermata poi anche per le edizioni dell'autunno 2013, condotta da Paolo Ruffini con Lorella Boccia ed Olga Kent, e dell'inverno 2015, condotta da Paolo Ruffini con Diana Del Bufalo.
Il 2013 si apre con l'esperienza di Riusciranno i nostri eroi, varietà di raiuno condotto da Max Giusti, con la partecipazione di Laura Chiatti e Donatella Finocchiaro.
Il 2013 segna anche un "ritorno alle origini", infatti, Romina torna a ballare sul palco di Amici, questa volta in veste di professionista.
Nel 2014 Romina fa parte del cast di Il meglio d'Italia, one man show di Enrico Brignano in onda su raiuno.
Non c'è solo la danza nel cammino artistico di Romina, che si affaccia anche al mondo cinematografico, partecipando come protagonista, a Tempo di Reazione, pellicola indipendente con regia di Antonio Micciulli.
La sua consacrazione in questo ambito avviene però nell'autunno del 2008 quando viene scelta nel cast di Nine, diretto da Rob Marshall con Penélope Cruz, Daniel Day-Lewis, Sophia Loren e poco dopo in The Tourist che vede come protagonisti Johnny Depp e Angelina Jolie.
Nell'estate 2011 cura le coreografie di Com'è bello far l'amore, commedia all'italiana in 3D diretta da Fausto Brizzi e nel 2013 lo stesso regista la riconferma come coreografa di Indovina chi viene a Natale?.

## Televisione
- Amici (2004, finalista, Canale 5) - (2013, corpo di ballo, Canale 5)
- Buona Domenica (2005, corpo di ballo, Canale 5)
- Telethon (2006/2007, corpo di ballo, Rai 1)
- 50 canzonissime (2006, corpo di ballo, Rai 1)
- Trofeo Birra Moretti (2006, corpo di ballo, Rai 1)
- Ciao Darwin (2007, corpo di ballo, Canale 5)
- La Corrida (2007/2008, corpo di ballo, Canale 5)
- Buon compleanno estate (2007, corpo di ballo, Rai 2)
- MTV Europe Music Awards (2008, corpo di ballo, MTV)
- Parenti talenti (2008, corpo di ballo, Rai 1)
- Viva Radio 2… minuti (2008, corpo di ballo, Rai 1)
- Bellissima (2009, corpo di ballo, Canale 5)
- Quelli che il calcio (2009/2011, corpo di ballo, Rai 2)
- Attenti a quei due - La sfida (2010, corpo di ballo, Rai 1)
- Io canto (terza edizione) (2011, corpo di ballo, Canale 5)
- Zelig (2011/2012, corpo di ballo, Canale 5)
- Colorado (2012/2013/2015, corpo di ballo, Italia 1)
- Riusciranno i nostri eroi (2013, corpo di ballo, Rai 1)
- Il meglio d'Italia (2014, corpo di ballo, Rai 1)
- Stasera tutto è possibile (2015, Rai 2)
- X Factor (2015, Sky Uno)

## Filmografia
- Il commissario Manara (2009) regia di Davide Marengo - comparsa
- Nine (2009) regia di Rob Marshall – corpo di ballo
- Tutti pazzi per amore 2 (2010) regia di Riccardo Milani – corpo di ballo
- Tempo di Reazione (2010) regia di Antonio Micciulli – protagonista
- The Tourist (2010) regia di Florian Henckel von Donnersmarck - corpo di ballo
- Com'è bello far l'amore (2012) regia di Fausto Brizzi - coreografa
- Credo - Film d'Arte e di Nuova Evangelizzazione (2012) regia di Mauro Camattari - protagonista
- I Dieci Comandamenti - Film d'Arte e Libertà (2013) regia di Mauro Camattari - protagonista
- Indovina chi viene a Natale? (2013) regia di Fausto Brizzi - coreografa
- Si accettano miracoli (2015) regia di Alessandro Siani - corpo di ballo

## Pubblicità
- Mon chéri Ferrero (2006)
- Festina (2006)
- H3G (2006)
- Tim (2008)
- Brioblù Rocchetta (2009)
- Pupa (2010)
- Danone (2010)
- Bwei (2010)
- Extasi (2010)
- Fria (2011)
- Xfactor (2013)
- Tenuta San Pietro (2013)

## Video games
- Just Dance 2014 (2013)

## Premi e riconoscimenti
- Scarpetta Crystal of Dance - Fermo, 2002
- Grand Prix Praha, categoria Modern Talent - Praga, 2003
- Fantasia di Garbatella - personaggio dell'anno 2005